# Конверсія турнікета

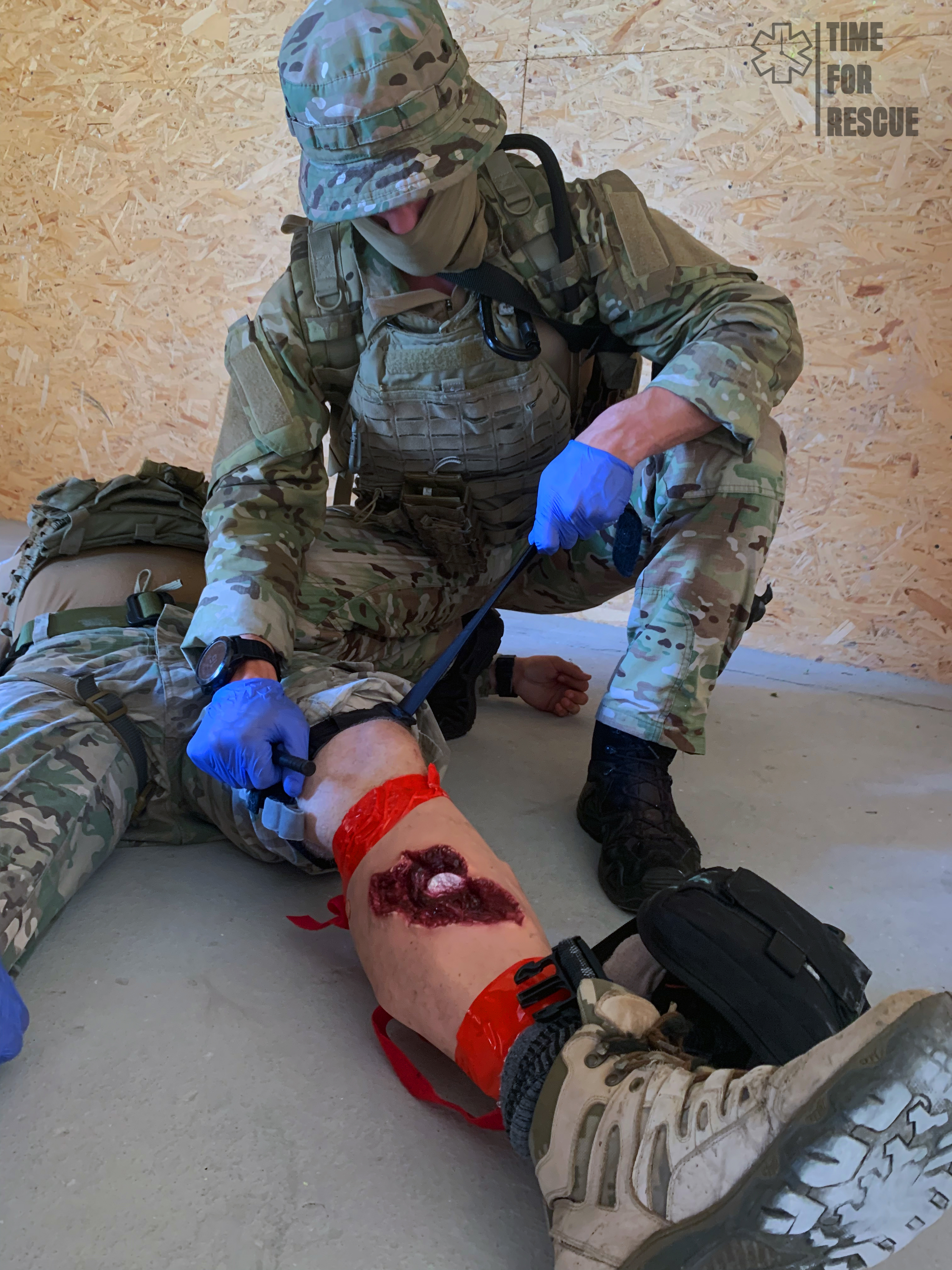
Тренування військовослужбовців по накладанню турнікета на кінцівку

Конверсія турнікета (заміна турнікета) — процедура заміни накладеного кровоспинного турнікета або джгута на інший метод зупинки кровотечі (найчастіше тампонування рани) з метою попередження розвитку ішемічних ускладнень у кінцівці постраждалого. За суттю, конверсія турнікету — підхід при якому приймається рішення, щодо його подальшого використання з метою зупинки кровотечі з кінцівок. Така оцінка повинна бути зроблена якомога скоріше, однак не пізніше ніж через 2 години після його первинного накладання. Така процедура виконується фахівцями екстреної медичної допомоги або спеціально підготовленими військовослужбовцями в умовах тактичної медицини.

## Історія

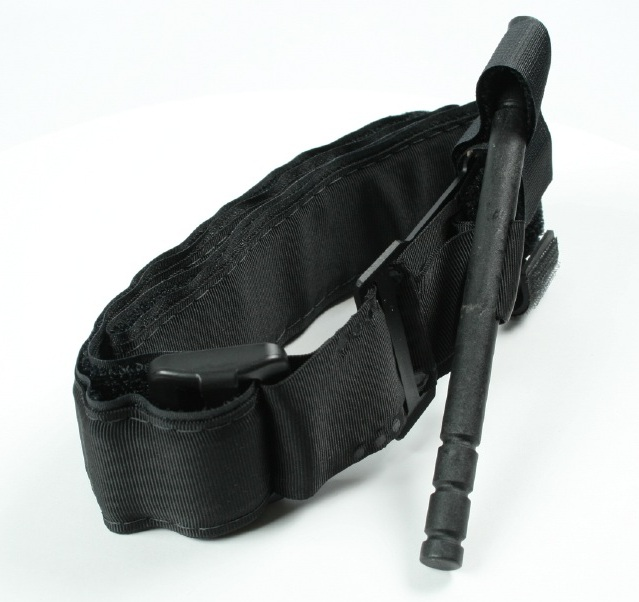
Турнікет для зупинки кровотечі на кінцівках

Після Другої світової війни, джгут втратив популярність через надмірне використання для незначних травм і тривале застосування без зняття, що призводило до надмірної шкоди потерпілим. Турнікети переважно не використовувалися під час Корейської та В'єтнамської війн. Вони використовувалися в Сомалі в 1993 році, але їх відродження почалося після основоположної статті Батлера в 1996 році. Коли США вступили в конфлікти в Іраку та Афганістані, більшість військовослужбовців не проходили навчання по накладанню турнікета.
До 2006 року попередні суперечки зникли, турнікет визнано життєво необхідним стандартом допомоги, особливо якщо його використовувати якнайшвидше після травми. Однак також стало зрозуміло, що вони накладаються на відносно незначні рани: до 49 % військових і 53 % цивільних джгутів для кінцівок могли (ретроспективно) не знадобитися.
За останні 20 років смертність як у військових, так і в цивільних умовах знизилася, коли поранених із небезпечною для життя кровотечею кінцівок лікують за допомогою накладеного турнікета. В Іраку та Афганістані догоспітальне «високе та тісне» накладення турнікетів з подальшим швидким транспортуванням до хірургічної бригади менш ніж за 2 години зменшило потребу зосередитися на необхідності конверсії турнікета. Таким чином, рекомендації щодо конверсії турнікета були обмежені підготовленим медичним персоналом, що було доцільно, враховуючи надійну, швидку та безпечну військову систему евакуації.
Цивільна спільнота західних країн відставала від військових у використанні турнікетів. Обмежене впровадження їх використання лікарнями та службами екстреної медичної допомоги почалося в 2008 році, і згодом воно розширилося до широкого використання. Завдяки підтримці багатьох цивільних професійних організацій використання турнікетів поширилося на немедичну спільноту правоохоронних органів, а потім і на непрофесійних служб реагування, і тепер включає розміщення поряд із автоматичними зовнішніми дефібриляторами в місцях масового скупчення. Однак, як і в армії США, більшість повідомлень про цивільне використання турнікетів було в районах зі швидким міським транспортом, що зменшує ризик тривалого часу накладеного турнікету. У більш суворих умовах у сільській місцевості та дикій місцевості проблема тривалого часу накладеного турнікету залишається, оскільки транспортування до закладу лікування часто перевищує 2 години. Крім того, у більшості сільських, прикордонних та закладів які не спеціалізуються на травмі, бракує досвіду використання концепції конверсії турнікета, що подовжує час ішемії кінцівки, якої можна уникнути.
Постраждалі під час війни, що триває в Україні, часто були вимушені терпіти тривалу евакуацію, тому існують численні приклади подовженого часу накладання джгута (>6 годин), що призводило до значного збільшення числа ускладнень. Підсумкові дані про кількість пацієнтів, травми кінцівок, накладення джгута та результати наразі невідомі. Однак численні медики повідомляють про проблеми тривалого використання турнікетів.

Тривалий час транспортування після використання турнікетів служить нагадуванням про те, як історія повторюється, і вказує на необхідності підвищення уваги до навчання показанням до використання турнікету та конверсії турнікетів. Ця цитата з Другої світової війни показова:
Солдати — медики чи ні — регулярно зловживали джгутами. Вони застосовували їх без потреби; залишавши їх непослабленими занадто довго; іноді евакуювали пацієнтів з джгутами, прихованими під ковдрами чи одягом, і, отже, не виявляли їх, доки кінцівка не була приречена. Намагаючись запобігти подібним зловживанням, хірург Сьомої армії наказав, що «єдиним показанням» для накладення джгута має бути «активний крововилив із головної артерії», і що медики в польових умовах або на пунктах допомоги в батальйоні повинні звернути увагу та вказати на наявність джгута на пацієнті великими літерами.— Cosmas Graham A. and Albert E Cowdrey (Eds)

## Принципи конверсії
Конверсію турнікету в бойових умовах виконують в зоні «Непрямої загрози», зоні «Евакуації» та в лікувальних закладах.
В залежності від часу з моменту накладення турнікета:
- проведення конверсії вважається безпечним (при показах), коли від моменту накладання турнікету пройшло менше 2 годин
- слід розглядати спробу конверсії (при показах) коли від моменту накладання турнікету пройшло від 2 до 6 годин, оскільки у такому випадку її проведення швидше за все є безпечним
- якщо від моменту накладання турнікету пройшло більш ніж 6 годин, тоді проведення конверсії на догоспітальному етапі є небезпечним та не рекомендовано

## Протипокази
- травматична ампутація кінцівки, окрім ампутацій кисті та стопи[1][4]
- умови при яких неможливо забезпечити спостереження за постраждалим — немає змоги безпосередньо спостерігати за раною на кінцівці[1][4]
- у пораненого є ознаки шоку[1][4]

Категорично заборонено тимчасово послаблювати турнікет з метою оксигенації тканин — існує ризик смерті внаслідок втрати крові малими об'ємами.
Якщо з тактичних або медичних міркувань перехід до інших методів зупинки кровотечі є недоцільним, необхідно залишити турнікет на місці

## Техніка проведення конверсії турнікета

Тампонування рани з метою зупинки кровотечі при проведенні конверсії турнікета

### В Україні
Процедура конверсії турнікета в Україні затверджена наказом МОЗ України від 04.03.2022 № 412 «Про затвердження Методичних рекомендацій щодо конверсії турнікета у травмованих в зонах тактичної екстреної медичної допомоги»

### Рекомендації для конверсії джгутів типу турнікет
Розріжте одяг та ретельно огляньте рану. Затампонуйте рану доступним засобом (краще гемостатичний засіб). Створіть тиск на рану не менше 3-х хвилин. Накладіть компресійну (тиснучу) пов'язку. Потрібно продовжувати тиснути на рану Повільно (протягом хвилини) послабляйте турнікет і слідкуйте за станом рани:
- якщо кровотеча з рани відновилася — затисніть турнікет повторно і не робіть більше спроб
- якщо активна кровотеча з рани відсутня — не знімайте турнікет з кінцівки на випадок відновлення кровотечі під час переміщення (евакуації) постраждалого слідкуйте за станом рани в динаміці

### Рекомендації для конверсії інших видів джгутів (в тому числі імпровізованих)
Конверсія джгутів іншого виду (еластичні, імпровізовані) виконується за допомогою концепції «плюс 1 турнікет». Розріжте одяг та ретельно огляньте рану, накладіть турнікет на кінцівку:
- якщо перший (еластичний чи імпровізований) накладено на відстані 5-7 см від рани, додатковий турнікет накладіть вище та максимально близько до першого
- якщо перший кровоспинний джгут розміщений максимально високо, розмістить турнікет на відстані 5-7 см вище рани

Затягніть турнікет так, щоб він надійно знаходився на кінцівці та не зміщувався, однак без надмірного додаткового тиску на м'які тканини кінцівки. Виконайте тампонування рани та накладіть тиснучу пов'язку. Обережно ослабте тиск першого джгута та спостерігайте за раною:
- якщо кровотечі з рани немає — зніміть еластичний/ імпровізований джгут, залишаючи на кінцівці лише турнікет
- якщо кровотеча з рани відновилась — зупиніть її за допомогою турнікета, затиснувши його до зникнення пульсу дистальніше

Після зупинки кровотечі зніміть еластичний/імпровізований джгут.
Подальші спроби конверсії турнікету до моменту кінцевого хірургічного лікування не рекомендовано. Однак рекомендації по тактичній медицині, дозволяють у випадках, коли конверсія не вдалася, повторити спробу в межах наступних двох годин, за умови, що після накладення початкового турнікета минуло не більше шести годин. Перед проведенням конверсії турнікету необхідно за змоги знеболити пораненого.
Якщо конверсія пройшла успішно, послабте турнікет і зсуньте його вниз, аж до проксимального краю тиснучої пов'язки, та залишіть у послабленому стані, але без провисання ременя, на випадок, якщо він знадобиться пізніше; зазначте час зняття турнікета. Періодично перевіряйте рану на предмет повторної кровотечі та повторюйте оцінку після будь-яких переміщень пораненого.
Також є навчальні відео з основними етапами проведення конверсії турнікета.

## Ускладнення

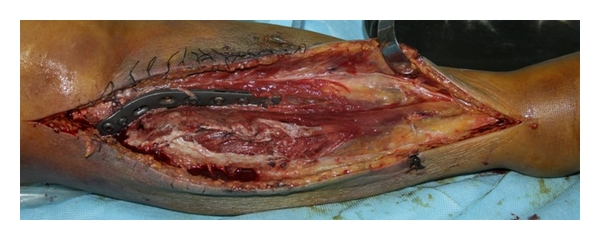
Некроз (загибель) м'язів гомілки як один із варіант ускладнень несвоєчасної конверсії турнікета

Основні ускладнення невірно (невчасно) проведеної конверсії турнікета:
- ішемія та пошкодження тканин кінцівки, збільшення ризику втрати кінцівки[3]
- розвиток компартмент-синдрому (підвищений підфасціальний тиском у м'язах), що призводить до пошкодження тканин і потенційної втрати функції кінцівки[3]
- реперфузія кінцівки, коли джгут відпускається після тривалого використання, може призвести до системних ускладнень, таких як ацидоз, коагулопатія, гіпотензія, ниркова недостатність і смерть.[3] Стан відомий як краш-синдром.
- Накладений джгут тривало може спричинити значний біль і дискомфорт у постраждалого та може збільшити потребу в знеболюючих препаратах в умовах обмежених ресурсів[3]

Для профілактики таких ускладнень потрібно пам'ятати, що турнікети потрібні не для всіх кровотеч з кінцівок. Іноді на деякі рвані рани, які можна контролювати за допомогою гемостатичних пов'язок, накладається турнікет під час фази масивної кровотечі. Якщо вірно оцінити, що рану можна контролювати без турнікета, тоді можна використати навички тампонування рани та накладення тиснучої пов'язки. Гемостатичні пов'язки, рекомендовані для використання в тактичній медицині, безпечні та містять активні інгредієнти, які сприяють згортанню крові в місці активної кровотечі. Щоб ефективно утворити згусток і зупинити кровотечу, рану необхідно затампонувати гемостатичною пов'язкою — для максимального контакту з активним джерелом кровотечі — та здійснювати прямий тиск на рану протягом щонайменше 3 хвилин.